# 郭成柱
郭成柱（1912年—1972年），中国人民解放军将领、中国人民解放军开国少将。
曾任中国人民解放军广州军区干部部副部长。1955年，授予中国人民解放军少将。